# Dunne Foxe Island
Dunne Foxe Island är en ö i Kanada.   Den ligger i territoriet Nunavut, i den östra delen av landet, 2 200 km nordväst om huvudstaden Ottawa. Arean är 4,3 kvadratkilometer.
Terrängen på Dunne Foxe Island är mycket platt. Öns högsta punkt är 16 meter över havet. Den sträcker sig 3,1 kilometer i nord-sydlig riktning, och 3,1 kilometer i öst-västlig riktning.